# Vila Wolf
Vila Wolf (Vila Volf) je rodinný dům, který stojí v Praze 5-Hlubočepích ve vilové čtvrti Barrandov v ulici Barrandovská.

## Historie
Vilu postavenou roku 1940 pro manžele Wolfovy navrhl architekt Vladimír Grégr.
 Pozemek na její výstavbu převedl Grégr na paní Boženu Volfovou 1. dubna 1940 již po svém zatčení.